# Saint-Seine-l'Abbaye
Saint-Seine-l'Abbaye is een gemeente in het Franse departement Côte-d'Or (regio Bourgogne-Franche-Comté) en telt 364 inwoners (2008). De plaats maakt deel uit van het arrondissement Dijon.

## Geografie
De oppervlakte van Saint-Seine-l'Abbaye bedraagt 3,8 km², de bevolkingsdichtheid is 93,4 inwoners per km².
De onderstaande kaart toont de ligging van Saint-Seine-l'Abbaye met de belangrijkste infrastructuur en aangrenzende gemeenten.

## Demografie
Onderstaande figuur toont het verloop van het inwonertal (bron: INSEE-tellingen).